# تایرا نو موریتسونا
تایرا نو موریتسونا (به ژاپنی: 平 盛綱 たいら の もりつな)؛ تولد نامشخص – مرگ نامشخص، یک سامورایی در اوایل دوره کاماکورا و پسر تایرا نو سوکه‌موری، بود. او رئیس دفتر سامورایی شوگون‌سالاری کاماکورا و مباشر خاندان نایب السلطنه خاندان هوجو بود. او بنیانگذار خاندان ناگاساکی بود که خانواده‌ای قدرتمند بود.